# Morti nel 2000/Dicembre
| Questa pagina contiene informazioni ricavate automaticamente dalle voci biografiche con l'ausilio del template Bio e di un bot. L'aggiornamento è periodico e automatico e ricostruisce completamente la pagina. Se manca una persona in questa lista, sei pregato di non aggiungerla, ma accertati piuttosto che la sua voce biografica contenga il template Bio e che i dati anagrafici siano correttamente compilati. Se il template Bio manca, inseriscilo tu stesso o, in alternativa, metti l'avviso {{tmp\|Bio}} che ne segnala la mancanza. Se i dati riportati sono sbagliati, correggi direttamente la voce biografica; le modifiche saranno visibili in questa lista entro pochi giorni. Per chiarimenti vedi il progetto biografie. La lista contiene solo le 136 persone che sono citate nell'enciclopedia e per le quali è stato implementato correttamente il template Bio. Pagina aggiornata al 18 ago 2025. |

- 1º dicembre - Eduardo Alfieri, compositore italiano (n. 1930)
- 2 dicembre - Alfonso Barrantes, politico peruviano (n. 1927)
- 2 dicembre - Gail Fisher, attrice statunitense (n. 1935)
- 2 dicembre - Rosemarie Frankland, modella e attrice britannica (n. 1943)
- 2 dicembre - Bibiano Zapirain, calciatore uruguaiano (n. 1919)
- 3 dicembre - Gwendolyn Brooks, poetessa e scrittrice statunitense (n. 1917)
- 3 dicembre - Hoyt Curtin, compositore e produttore discografico statunitense (n. 1922)
- 3 dicembre - Domenico Danzuso, critico teatrale italiano (n. 1922)
- 3 dicembre - Jun Fukuda, regista giapponese (n. 1923)
- 3 dicembre - Miklós Szabó, mezzofondista ungherese (n. 1908)
- 4 dicembre - Henck Arron, politico surinamese (n. 1936)
- 4 dicembre - H. C. Artmann, scrittore e poeta austriaco (n. 1921)
- 4 dicembre - Colin Cowdrey, crickettista inglese (n. 1932)
- 4 dicembre - Giulio De Angelis, saggista e traduttore italiano (n. 1925)
- 4 dicembre - Ansgar Elde, artista svedese (n. 1933)
- 4 dicembre - Gisela Gresser, scacchista statunitense (n. 1906)
- 4 dicembre - Puntillita, cantante cubano (n. 1927)
- 4 dicembre - Gabi Neumark, cestista israeliano (n. 1946)
- 5 dicembre - Roberto Gabetti, architetto, urbanista e teorico dell'architettura italiano (n. 1925)
- 5 dicembre - Árpád Glatz, cestista e allenatore di pallacanestro ungherese (n. 1939)
- 5 dicembre - Matthew Lukwiya, medico ugandese (n. 1957)
- 5 dicembre - Antonio Sbordone, tuffatore italiano (n. 1932)
- 5 dicembre - Oliver W. Wolters, storico britannico (n. 1915)
- 6 dicembre - Enrique Anderson Imbert, scrittore e critico letterario argentino (n. 1910)
- 6 dicembre - Nicola Gambino, presbitero e storico italiano (n. 1921)
- 6 dicembre - Dyzma Gałaj, politico polacco (n. 1915)
- 6 dicembre - Werner Klemperer, attore tedesco (n. 1920)
- 7 dicembre - Sergio Bellone, partigiano e ingegnere italiano (n. 1915)
- 7 dicembre - Giuseppe Montanucci, grafico e gallerista italiano (n. 1922)
- 7 dicembre - Michele Straniero, cantautore, musicologo e giornalista italiano (n. 1936)
- 7 dicembre - Billy White, calciatore inglese (n. 1936)
- 8 dicembre - Bernardo Brusca, mafioso italiano (n. 1929)
- 8 dicembre - Julian Dixon, politico statunitense (n. 1934)
- 8 dicembre - Charles Issawi, economista e storico egiziano (n. 1916)
- 8 dicembre - Giovanni Mosca, politico e sindacalista italiano (n. 1927)
- 8 dicembre - Lionel Rogosin, regista e produttore cinematografico statunitense (n. 1924)
- 8 dicembre - Daniel Wretström, attivista svedese (n. 1983)
- 9 dicembre - Billie Yorke, tennista britannica (n. 1910)
- 10 dicembre - José Águas, calciatore e allenatore di calcio portoghese (n. 1930)
- 10 dicembre - James Thomas McHugh, vescovo cattolico statunitense (n. 1932)
- 10 dicembre - Marie Windsor, attrice statunitense (n. 1919)
- 11 dicembre - Pauline Curley, attrice statunitense (n. 1903)
- 11 dicembre - David Lewis, attore statunitense (n. 1916)
- 11 dicembre - N. Richard Nash, scrittore, drammaturgo e sceneggiatore statunitense (n. 1913)
- 11 dicembre - Shaista Suhrawardy Ikramullah, politica, diplomatica e scrittrice pakistana (n. 1915)
- 11 dicembre - Johannes Virolainen, politico finlandese (n. 1914)
- 12 dicembre - Michael D'Asaro, schermidore statunitense (n. 1938)
- 12 dicembre - Götz Friedrich, regista teatrale tedesco (n. 1930)
- 12 dicembre - Rosa King, sassofonista e cantante statunitense (n. 1939)
- 12 dicembre - Libertad Lamarque, attrice e cantante argentina (n. 1908)
- 12 dicembre - George Montgomery, attore e regista statunitense (n. 1916)
- 12 dicembre - Ndabaningi Sithole, politico zimbabwese (n. 1920)
- 13 dicembre - Lamberto Borghi, pedagogista italiano (n. 1907)
- 13 dicembre - Haris Brkić, cestista jugoslavo (n. 1974)
- 13 dicembre - Chen Zhen, artista cinese (n. 1955)
- 13 dicembre - Erhard Krack, politico tedesco (n. 1931)
- 14 dicembre - Myroslav Ivan Ljubačivs'kyj, cardinale ucraino (n. 1914)
- 14 dicembre - John Mahnken, cestista statunitense (n. 1922)
- 14 dicembre - Mario Rossello, ceramista, pittore e scultore italiano (n. 1927)
- 15 dicembre - George Eric Deacon Alcock, astronomo inglese (n. 1912)
- 15 dicembre - Zygmunt William Birnbaum, matematico e statistico polacco (n. 1903)
- 15 dicembre - Vincenza Cerati Rivolta, pianista italiana (n. 1905)
- 15 dicembre - Jacques Goddet, giornalista francese (n. 1905)
- 15 dicembre - Eric Mahn, cestista cileno (n. 1925)
- 16 dicembre - Davide Arcangeli, designer italiano (n. 1970)
- 16 dicembre - Blue Demon, wrestler e attore messicano (n. 1922)
- 16 dicembre - Saad Dahlab, politico e rivoluzionario algerino (n. 1918)
- 16 dicembre - Theodor Saevecke, ufficiale tedesco (n. 1911)
- 17 dicembre - Antonio Ascenzi, medico e paleontologo italiano (n. 1915)
- 17 dicembre - Gianfranco Bertoli, terrorista italiano (n. 1933)
- 17 dicembre - Gérard Blain, attore e regista francese (n. 1930)
- 17 dicembre - Gianfranco Mauri, attore italiano (n. 1928)
- 18 dicembre - Pedro Consuegra, pallanuotista argentino (n. 1930)
- 18 dicembre - Lajos Dunai, calciatore ungherese (n. 1942)
- 18 dicembre - Kirsty MacColl, cantautrice britannica (n. 1959)
- 18 dicembre - Dario Mellone, pittore e disegnatore italiano (n. 1929)
- 18 dicembre - Vincenzo Milano, calciatore, ciclista su strada e rugbista a 15 italiano (n. 1907)
- 18 dicembre - Giorgio Saviane, scrittore italiano (n. 1916)
- 18 dicembre - Aaron Valero, medico e educatore israeliano (n. 1913)
- 19 dicembre - Pierre Allain, alpinista e arrampicatore francese (n. 1904)
- 19 dicembre - Carlos Cano, cantautore spagnolo (n. 1946)
- 19 dicembre - György Györffy, storico ungherese (n. 1917)
- 19 dicembre - Milt Hinton, contrabbassista statunitense (n. 1910)
- 19 dicembre - John Lindsay, politico e avvocato statunitense (n. 1921)
- 19 dicembre - Lou Polli, giocatore di baseball italiano (n. 1901)
- 19 dicembre - Son Sann, politico cambogiano (n. 1911)
- 20 dicembre - Diodoro di Gerusalemme, vescovo ortodosso greco (n. 1923)
- 20 dicembre - Adrian Henri, poeta britannico (n. 1932)
- 21 dicembre - Umberto Becchelli, avvocato e politico italiano (n. 1930)
- 21 dicembre - Marco Carrino, militare italiano (n. 1911)
- 21 dicembre - Rober Eryol, calciatore turco (n. 1930)
- 21 dicembre - Stephen Mitchell, psicoanalista statunitense (n. 1946)
- 21 dicembre - Derek Trevis, allenatore di calcio e calciatore inglese (n. 1942)
- 21 dicembre - Renaat Van Elslande, politico belga (n. 1916)
- 22 dicembre - Lianella Carell, giornalista, attrice e scrittrice italiana (n. 1927)
- 22 dicembre - Giuseppe Colnago, pilota motociclistico italiano (n. 1923)
- 22 dicembre - Vytautas Kulakauskas, cestista sovietico (n. 1920)
- 22 dicembre - Stuart Lancaster, attore statunitense (n. 1920)
- 22 dicembre - Gino Pallotti, fumettista, vignettista e illustratore italiano (n. 1920)
- 23 dicembre - Billy Barty, attore statunitense (n. 1924)
- 23 dicembre - Victor Borge, musicista e comico danese (n. 1909)
- 23 dicembre - Carlo Stella, politico italiano (n. 1910)
- 24 dicembre - John Newton Cooper, ingegnere, pilota automobilistico e imprenditore britannico (n. 1923)
- 24 dicembre - Filiberto Guala, dirigente d'azienda e presbitero italiano (n. 1907)
- 24 dicembre - Nick Massi, bassista statunitense (n. 1927)
- 24 dicembre - Laurence Chisholm Young, matematico statunitense (n. 1905)
- 25 dicembre - Truus Baumeister, nuotatrice olandese (n. 1907)
- 25 dicembre - Carlo Della Corte, scrittore italiano (n. 1930)
- 25 dicembre - George Feigenbaum, cestista statunitense (n. 1928)
- 25 dicembre - Joe Gilliam, giocatore di football americano statunitense (n. 1950)
- 25 dicembre - Willard Van Orman Quine, filosofo e logico statunitense (n. 1908)
- 25 dicembre - Vibhuti Narayan Singh, principe indiano (n. 1927)
- 26 dicembre - Leo Gordon, attore e sceneggiatore statunitense (n. 1922)
- 26 dicembre - Jason Robards, attore statunitense (n. 1922)
- 26 dicembre - Bruno Tassan Din, dirigente d'azienda e editore italiano (n. 1935)
- 27 dicembre - Walter Keane, imprenditore e truffatore statunitense (n. 1915)
- 29 dicembre - Renata Carraretto, sciatrice alpina italiana (n. 1923)
- 29 dicembre - Juan Carlos Giménez, calciatore e allenatore di calcio argentino (n. 1927)
- 29 dicembre - Jacques Laurent, scrittore e sceneggiatore francese (n. 1919)
- 30 dicembre - Tom Blohm, calciatore norvegese (n. 1920)
- 30 dicembre - Giuseppe Borzellino, magistrato italiano (n. 1923)
- 30 dicembre - Alfred Burger, chimico austriaco (n. 1905)
- 30 dicembre - Julius J. Epstein, sceneggiatore statunitense (n. 1909)
- 30 dicembre - Egidio Ianella, economista argentino (n. 1922)
- 30 dicembre - Marcello Minale, designer italiano (n. 1938)
- 30 dicembre - Louis-René des Forêts, scrittore e poeta francese (n. 1916)
- 30 dicembre - Rudolf Schnyder, tiratore a segno svizzero (n. 1919)
- 30 dicembre - John Ahern Torpie, vescovo cattolico australiano (n. 1910)
- 30 dicembre - Bohdan Warchal, direttore d'orchestra e violinista slovacco (n. 1930)
- 31 dicembre - Alan Cranston, giornalista e politico statunitense (n. 1914)
- 31 dicembre - Wayne Glasgow, cestista statunitense (n. 1926)
- 31 dicembre - Tanaquil Le Clercq, ballerina francese (n. 1929)
- 31 dicembre - Piero Oberto, politico italiano (n. 1924)
- 31 dicembre - Kenneth L. Pike, linguista, antropologo e glottoteta statunitense (n. 1912)
- 31 dicembre - Ero Rossi, calciatore italiano (n. 1931)
- 31 dicembre - Bekzat Sattarkhanov, pugile kazako (n. 1980)